# Katharine Hepburn
Katharine Houghton Hepburn (sinh ngày 12 tháng 5 năm 1907, mất ngày 29 tháng 6 năm 2003), thường được biết tới với cái tên Katharine Hepburn là một nữ diễn viên người Mỹ. Hepburn đang giữ kỷ lục về số lần được trao giải Oscar cho Nữ diễn viên chính xuất sắc nhất với 4 lần giành giải trong tổng số 12 lần được đề cử. Năm 1999, Viện phim Hoa Kỳ (American Film Institute) đã xếp Hepburn là nữ diễn viên xếp số một trong số các nữ minh tinh của điện ảnh Hoa Kỳ trong 100 năm qua.

## Tiểu sử
Hepburn sinh tại Hartford, Connecticut bố của bà là ông Thomas Norval Hepburn, một nhà tiết niệu học nổi tiếng, còn mẹ là bà Katharine Martha Houghton, một nhà đấu tranh cho quyền phụ nữ. Gia đình Hepburn thường xuyên tranh luận về đề tài này vì vậy những đứa con của họ đều hiểu biết về những đề tài chính trị và xã hội đương thời. Ngay từ khi còn nhỏ, Katharine Hepburn đã từng đi theo mẹ đi vận động đòi quyền bầu cử cho phụ nữ.
Ông Thomas Hepburn muốn các con mình giỏi thể thao nên đã khuyến khích họ tập bơi, cưỡi ngựa, chơi golf và quần vợt. Hepburn rất muốn làm cha vừa lòng nên đến tuổi thiếu niên bà đã trở thành một vận động viên đầy tiềm năng và giành huy chương đồng tại giải trượt băng của câu lạc bộ trượt băng Madison Square Garden và vào đến bán kết giải vô địch golf trẻ dành cho nữ của tiểu bang Connecticut. Việc giỏi thể thao đã giúp cho Hepburn rất nhiều trong nghiệp diễn sau này cũng như giúp bà khỏe mạnh kể cả khi đã về già. Cho đến năm 80 tuổi bà vẫn còn bơi tốt.
Ngày 3 tháng 4 năm 1921, trong khi đến chơi với bạn ở Greenwich Village, Hepburn phát hiện ra người anh trai cô thần tượng là Tom (sinh năm 1905) đã treo cổ tự tử. Gia đình nhà Hepburn không cho rằng cậu đã tự tử vì trước đó Tom là một đứa bé vui vẻ hạnh phúc, họ đoán rằng đó là tai nạn của một thí nghiệm của cậu bé. Hepburn đã rất suy sụp bởi cái chết của anh trai mình, cô tránh xa những đứa trẻ cùng tuổi và gần như chỉ học tại nhà. Trong nhiều năm Katharine đã dùng ngày sinh nhật của anh trai (8 tháng 11) như là ngày sinh của mình, chỉ đến khi viết cuốn tự truyện Me: Stories of my Life, Hepburn mới tiết lộ ngày sinh thật của bà.
Năm 1928 Hepburn làm lễ cưới với một doanh nhân nổi tiếng tên là Ludlow Ogden Smith. Hai người gặp nhau khi bà học tại trường Bryn Mawr College và kết hôn chỉ sau một thời gian hẹn hò ngắn. Hôn nhân của hai người đã có vẻ không bền vững ngay từ đầu khi Hepburn đề nghị Smith đổi tên thành S. Ogden Ludlow để cô không nhầm với nhạc sĩ nổi tiếng Kate Smith. Cuối cùng họ ly dị tại México năm 1934. Sợ rằng vụ ly dị ở Mexico không hợp pháp, Ludlow đã phải làm đơn ly dị lần hai tại Mỹ năm 1942 và cưới người khác chỉ vài ngày sau đó. Tuy cuộc hôn nhân của hai người tan vỡ nhưng Katharine Hepburn luôn tỏ lòng biết ơn sự ủng hộ cả về vật chất và tinh thần mà Ludlow đã dành cho bà những năm đầu sự nghiệp, "Luddy" vẫn tiếp tục là người bạn suốt đời của Herburn và gia đình bà.

## Sự nghiệp

### Sân khấu
Hepburn bắt đầu đến với sân khấu khi còn học ở Bryn Mawr College, ở đây bà gặp một nhà sản xuất trẻ đã chọn bà vào một số vai nhỏ trong các vở The Czarina và The Cradle Snatchers.
Vai chính đầu tiên của Hepburn là trong vở The Big Pond diễn tại Great Neck, New York. Diễn viên nữ chính ban đầu bị nhà sản xuất sa thải vào phút cuối và Hepburn được đề nghị thế vai này. Quá bất ngờ vì đề nghị này, Hepburn đã đến trễ và trên sân khấu, bà quên thoại, vấp ngã và nói nhanh đến mức không ai hiểu bà đang nói gì. Chính Hepburn cũng bị đuổi việc sau vở diễn nhưng bà vẫn tiếp tục làm người học việc và đóng các vai nhỏ. Sau đó, Hepburn được chọn vào một vai diễn có thoại trong vở kịch của sân khấu Broadway Art and Mrs. Bottle rồi lại bị sa thải một lần nữa, tuy rằng sau bà được gọi lại vì giám đốc không tìm được người thay thế.
Năm 1932 Hepburn được giao vai Antiope, nữ tướng Amazons trong vở The Warrior's Husband, vai diễn buộc bà phải mặc đồ diễn rất ngắn và được coi là sự ra mắt tuyệt vời. Hepburn trở thành chủ đề bàn tán ở Thành phố New York và bắt đầu thu hút được sự chú ý của Hollywood. Một nhân viên tuyển mộ của hãng phim RKO tên là Leland Hayward rất ấn tượng với vở diễn nên đã mời Katharine thử vai cho bộ phim A Bill of Divorcement. Theo đúng phong cách của mình, Hepburn đề nghị được trả tới 1.500 USD cho mỗi tuần làm việc (khi đó trong các vở kịch cô chỉ được trả từ 80 đến 100 USD mỗi tuần). Sau khi xem bà diễn thử, hãng RKO ký hợp đồng và đồng ý với đề nghị có phần kỳ cục của Hepburn.
Với chiều cao 1m71, Hepburn là một trong những diễn viên nữ cao nhất vào thời đó. Sự nghiệp đóng phim của bà cất cánh cùng diễn viên huyền thoại John Barrymore và đạo diễn George Cukor, hai người bạn và đồng nghiệp thân thiết của Hepburn sau này.

### Bắt đầu sự nghiệp điện ảnh

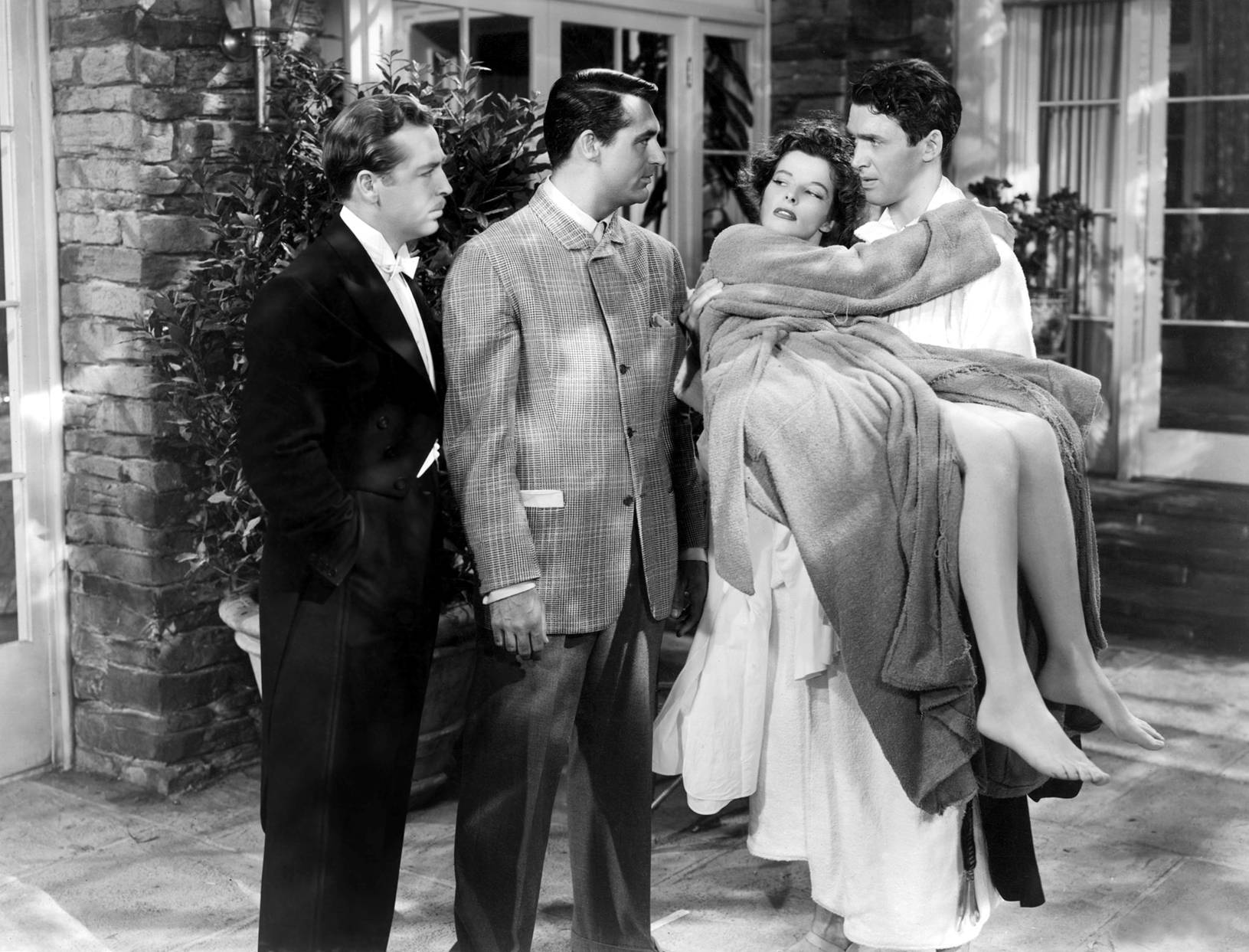
Katharine Hepburn trong Philadelphia's Story

Hãng RKO rất hài lòng với phản ứng của khán giả với A Bill of Divorcement và quyết định ký hợp đồng chính thức với Katharine Hepburn. Tuy nhiên tính cách lập dị và cư xử "phản Hollywood" ngoài đời, điều làm Hepburn trở thành một biểu tượng nữ quyền và một trong những ngôi sao màn bạc được yêu thích nhất sau này, vào thời điểm đó lại làm các nhà điều hành của hãng phim buồn phiền vì họ nghĩ rằng Katharine sẽ không bao giờ trở thành siêu sao điện ảnh được. Tuy là một người ương ngạnh, nhưng tài năng và thái độ làm việc của Hepburn là không thể phủ nhận, và chỉ một năm sau đó, năm 1933, Hepburn giành giải Oscar cho nữ diễn viên chính xuất sắc nhất cho vai diễn trong Morning Glory. Cùng năm này, Hepburn còn tham gia bộ phim phá kỉ lục doanh thu - Little Women.
Hài lòng với thành công trong điện ảnh, Hepburn nghĩ rằng đã đến lúc quay trở lại sân khấu nhưng không được RKO đồng ý, bà đành quay trở lại Hollywood để đóng bộ phim đáng quên Spitfire (1933). Đã đáp ứng được yêu cầu của hãng phim, Hepburn ngay lập tức quay trở lại Manhattan để đóng kịch với vở The Lake.
Năm 1935, với vai chính trong phim Alice Adams, Hepburn có được đề cử Oscar thứ hai. Từ năm 1938, bà đã trở thành một ngôi sao thực sự. Bà thể hiện rất tốt trong hai bộ phim hài được giới phê bình đánh giá cao Bringing Up Baby và Stage Door. Nhưng công chúng lại rất thờ ơ với các tác phẩm này và sự hoan nghênh từ giới phê bình không đủ cứu bà khỏi một loạt phim ế ẩm như The Little Minister, Spitfire, Break of Hearts, Sylvia Scarlett. Sau những thất bại này, sự nghiệp của Hepburn bắt đầu đi xuống.

### Diễn viên của những bộ phim ế ẩm
Một vài tính cách của Hepburn giờ đây rất được công chúng yêu quý như thái độ kì cục, thẳng thắn, không giống với các ngôi sao Hollywood khác, vào thời điểm đó lại khiến khán giả khó chịu. Thường phát biểu với giọng điệu gay gắt, Katharine không tuân theo những hình mẫu ngôi sao thông thường trong thời đại của những "ngôi sao tóc vàng hoe" (blonde bombshell), bà cũng thích mặc quần dài thay cho váy và không thích trang điểm. Hepburn nổi tiếng là có mối quan hệ khó khăn với giới báo chí, bà từ chối phần lớn các cuộc phỏng vấn và vì vậy bỏ lỡ cơ hội được quảng cáo ra công chúng. Cũng đôi khi, đặc biệt là khi còn trẻ, bà nổi giận với người hâm mộ và thường từ chối ký tặng vì coi đó là việc xâm phạm đời tư của mình.
Khao khát được quay trở lại với sân khấu, Hepburn trở về Broadway đóng The Philadelphia Story, một vở kịch được Philip Barry viết riêng. Một năm sau đó, năm 1938, bà mua bản quyền chuyển thể thành phim của vở kịch Holiday cũng của nhà viết kịch này và bán lại cho hãng phim MGM, bộ phim với sự tham gia của Hepburn, Cary Grant, James Stewart và do George Cukor đạo diễn đã trở thành một trong những phim ăn khách nhất năm 1940. Hepburn được đề cử giải Oscar thứ ba và Stewart giành được giải Oscar cho nam diễn viên chính xuất sắc nhất với bộ phim này. Cũng nhờ câu chuyện Philadelphia, sự nghiệp của Hepburn được cứu vãn.

### The African Queen

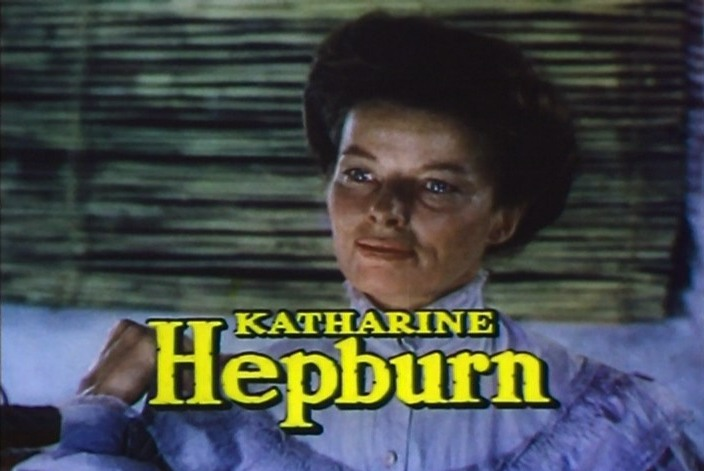
Katharine Hepburn trong The African Queen

Có lẽ vai diễn đáng nhớ nhất của Hepburn là trong bộ phim The African Queen (1951), với bộ phim này, bà nhận được đề cử Oscar thứ năm, tuy để vuột mất vào tay Vivien Leigh trong Chuyến tàu mang tên dục vọng. Trong phim bà xuất hiện bên cạnh huyền thoại Humphrey Bogart. Phần lớn cảnh được quay ở Châu Phi và hầu như cả đoàn làm phim bị sốt rét và lỵ trừ đạo diễn John Huston và Bogart. Chuyến làm phim đã tác động sâu sắc tới Hepburn tới mức sau này khi về già, bà đã viết một cuốn sách về bộ phim với cái tên: Quá trình làm phim The African Queen hay "Tôi đã đến châu Phi cùng Bogart, Bacall và Huston và gần như mất trí như thế nào, tác phẩm sau đó đã rất ăn khách.

### Những năm sau này
Sau The African Queen, Hepburn thường đóng vai những người phụ nữ độc thân, trong đó đáng nhớ nhất là những vai diễn được đề cử Oscar trong Summertime (1955) và The Rainmaker (1956). Bà còn nhận được đề cử giải Oscar cho vai bà Venable trong Suddenly Last Summer (1959) và Mary Tyrone trong Long Day's Journey Into Night.
Hepburn giành giải Oscar thứ hai cho phim Guess Who's Coming to Dinner năm 1967. Bà luôn nói rằng giải thưởng này có lẽ được trao là để vinh danh Spencer Tracy, đã qua đời ngay trước khi bộ phim được hoàn thành. Chỉ một năm sau đó, Katharine Hepburn trở thành huyền thoại của giải Oscar nhất khi bà đoạt tượng vàng lần thứ ba với vai Eleanor của Aquitaine trong The Lion in Winter. Nam chính Peter O'Toole đã nhiều lần nói rằng, bà chính là diễn viên yêu thích mà ông muốn đóng cùng. Sau đó ông và Katharine vẫn giữ vững tình bạn cho đến khi bà mất, O'Toole thậm chí còn đặt tên con gái mình, Kate O'Toole, theo tên của Hepburn.
Giải Oscar thứ tư của Hepburn đến với bà sau vai diễn trong phim On Golden Pond (1981). Năm 1994, Hepburn xuất hiện trọng ba bộ phim cuối cùng của mình là One Christmas, Love Affair và This Can't Be Love.
Ngày 29 tháng 6 năm 2003, Hepburn từ trần ở tuổi 96 tại Old Saybrook, Connecticut. Để tưởng nhớ bà, những ngọn đèn của sân khấu Broadway đã được vặn tối đi trong vòng một tiếng.

## Đời tư

### Hepburn và Spencer Tracy
Hepburn đóng cùng Spencer Tracy lần đầu tiên trong bộ phim Woman of the Year (1942). Đằng sau màn ảnh hai người yêu nhau và trở thành một trong những cặp đôi nổi tiếng nhất của màn bạc, Hepburn, với trí thông minh và giọng thổ âm New England đặc biệt của mình, đã kết hợp hài hoà cho vẻ nam tính dễ dãi của Tracy. Khi Joseph Mankiewicz giới thiệu hai người với nhau, Hepburn, vốn có dáng người cao lại đi giày cao gót, nói: "Tôi sợ rằng tôi quá cao để đóng với ông, thưa ông Tracy", Mankiewicz vặn lại: "Cô đừng lo, anh ta sẽ hạ cô xuống cho vừa".
Hai người đã đóng chung 9 bộ phim, trong đó có Adam's Rib (1949), Pat and Mike (1952) và Guess Who's Coming to Dinner (1967), với bộ phim thứ ba Hepburn đã mang về giải Oscar thứ hai cho mình.
Hai người cố gắng che giấu mối quan hệ của họ trước dư luận, họ đến trường quay bằng cửa sau và tránh giáp mặt giới báo chí. Hepburn và Tracy rõ ràng đã là một đôi trong nhiều thập kỷ, nhưng họ lại chưa bao giờ sống chung liên tục cho đến mãi những năm cuối đời của Tracy. Trước khi gặp Tracy, Hepburn đã có quan hệ với vài đạo diễn và những nhân vật của Hollywood, bà còn quan hệ với cả tỷ phú, phi công nổi tiếng Howard Hughes. Tuy nhiên Tracy có lẽ vẫn là tình yêu đích thực duy nhất của Hepburn, bà đã bỏ đóng phim 5 năm kể từ sau Long Day's Journey Into Night (1962) để chăm sóc Tracy khi ông bắt đầu yếu đi. Không được gia đình Tracy chấp nhận, bà đã không tới dự lễ tang của ông. Hepburn thổ lộ rằng bà gần như không thể xem bộ phim Guess Who's Coming to Dinner được nữa vì việc nhớ lại những kỷ niệm về Tracy là quá sức chịu đựng.

## Giải thưởng và vinh dự

Katharine Hepburn trong The Lion in Winter

Tính cho đến nay Katharine Hepburn vẫn là nữ diễn viên giành nhiều giải Oscar diễn xuất nhất với 4 giải (tất cả đều cho vai chính), bà cũng là người được đề cử cho hạng mục Nữ diễn viên chính xuất sắc nhất nhiều nhất với 12 lần, tính về tổng số lần đề cử Hepburn hiện xếp thứ hai sau Meryl Streep với 15 đề cử (trong đó có 3 đề cử cho vai phụ).

### Giải Oscar cho Nữ diễn viên chính xuất sắc nhất
- 1933 Morning Glory - giành giải
- 1935 Alice Adams - đề cử
- 1940 The Philadelphia Story - đề cử
- 1942 Woman of the Year - đề cử
- 1951 The African Queen - đề cử
- 1955 Summertime - đề cử
- 1956 The Rainmaker - đề cử
- 1959 Suddenly, Last Summer - đề cử
- 1962 Long Day's Journey Into Night - đề cử
- 1967 Guess Who's Coming to Dinner - giành giải
- 1968 The Lion in Winter - giành giải
- 1981 On Golden Pond - giành giải

### GiảiBAFTAcho Nữ diễn viên chính xuất sắc nhất
- 1967 Guess Who's Coming to Dinner - giành giải
- 1982 On Golden Pond - giành giải

### Vinh dự

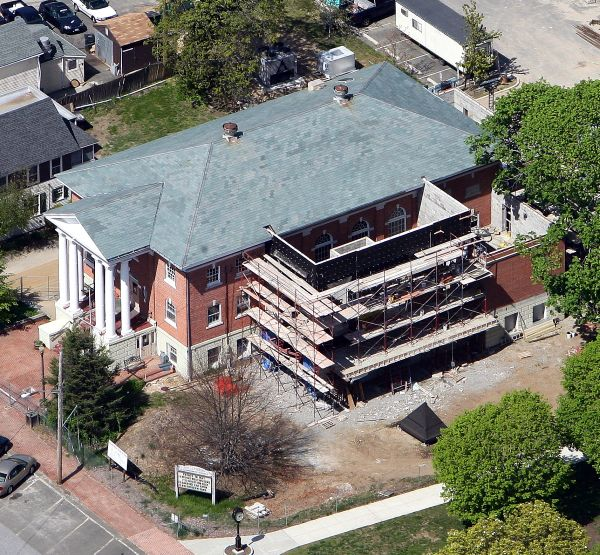
Trung tâm Văn hoá Nghệ thuật Katharine Hepburn

- Năm 1999, Katharine Hepburn được Viện phim Mỹ bầu chọn là nữ huyền thoại vĩ đại nhất trong lịch sử màn bạc thế giới.
- Năm 2004, diễn viên Cate Blanchett đã vào vai Katharine Hepburn trong bộ phim về Howard Hughes mang tên The Aviator. Cate nhận được Giải Oscar cho Nữ diễn viên phụ xuất sắc nhất, và Katharine Hepburn trở thành nữ diễn viên đầu tiên nhận giải Oscar được chuyển thể thành một vai diễn mang lại giải Oscar cho một diễn viên khác.
- Để vinh danh nữ diễn viên huyền thoại, một nhà hát đã được xây dựng tại Old Saybrook, Connecticut nơi Hepburn đã sống những ngày cuối đời, rạp hát và Trung tâm Văn hoá Nghệ thuật Katharine Hepburn (Katharine Hepburn Cultural Arts Center) sẽ được khánh thành năm 2008[2].